# Seilandsjøkelen
Seilandsjøkelen (samiska: Nourtageašjiehkki) är en glaciär på ön Seiland i Finnmark fylke i Norge. Den har en areal på 14 km² och högsta punkten är 950 m ö.h..